# Воронежстальмост
Воронежстальмост — одно из крупнейших предприятий в России в области мостостроения, специализирующееся на изготовлении металлоконструкций для железнодорожных, автодорожных, пешеходных и городских мостов, металлических пролётных строений любых типов, размеров и сложности. Предприятие было образовано в 1948 году по решению правительства СССР для восстановления мостов, разрушенных в годы Великой Отечественной войны. Сегодня предприятие имеет в своем распоряжении производственные площади, технологическое, станочное и крановое оборудование, позволяющие изготавливать более 55000 тонн конструкций в год.

## Строительство

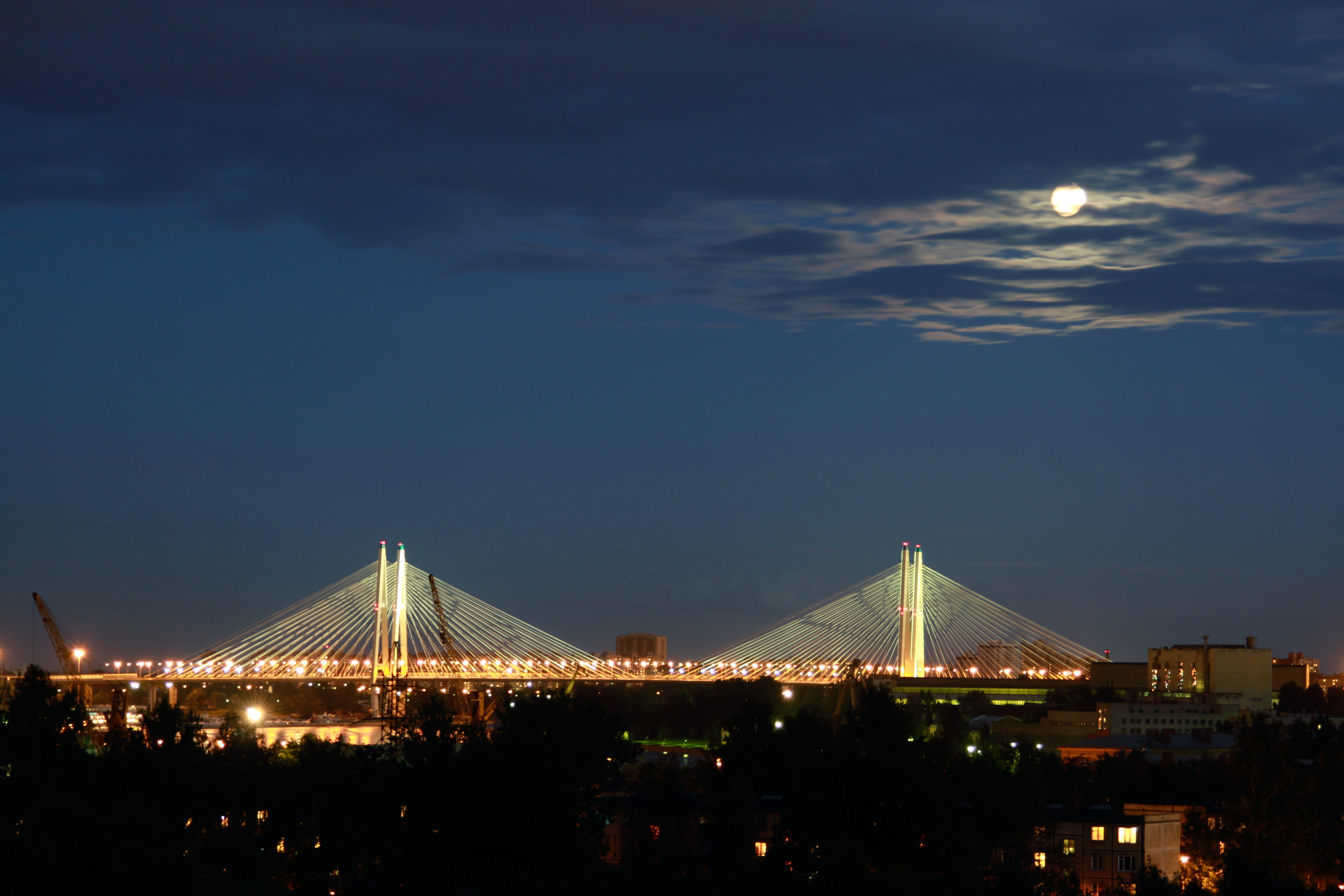
Большой Обуховский мост. Санкт-Петербург

- Арки железнодорожного и автомобильного пролёта[2][3] (длина 227 метров, высота — около 100; обеспечивают пропуск морских судов; вес сооружения — более 6000 тонн), другие мостовые металлоконструкции для Крымского моста. На строительство Крымского моста предприятие направило 30 % конструкций от всего объёма моста[4]
- строительство БАМа[5]
- Западный скоростной диаметр в Санкт-Петербурге[5]
- Большой Обуховский мост Санкт-Петербург
- Реконструкция Троицкого моста в Санкт-Петербурге
- Мост Александра Невского
- Вантовый мост на автодороге Адлер — Альпика-Сервис в Сочи
- Московский мост в Киеве, с 2018 года Северный мост.
- Южный мост в Киеве
- Президентский мост в Ульяновске
- Октябрьский мост в Череповце
- мост через Даугаву в Риге
- Лужков мост в Москве
- Железнодорожный мост через Дон. Ростов-на-Дону
- метромост через Оку, Нижний Новгород
- Мост через реку Обь в Новосибирске
- Мост через ущелье Раздан в Армении
- Мост через реку Шексна в Череповце
- Виадук на проспекте Мира в Москве
- Мост через реку Чубук в Турции
- Несущие металлоконструкции здания правительства
- Стальные конструкции Казанского вокзала
- Торгово-пешеходный мостовой переход Багратион Москва-Сити[6]
- Предприятие поставляло продукцию для строительства Южного моста в Риге, который был торжественно открыт 18 ноября 2008 года, в День независимости Латвии, автодорожного моста в Тарту.

## История

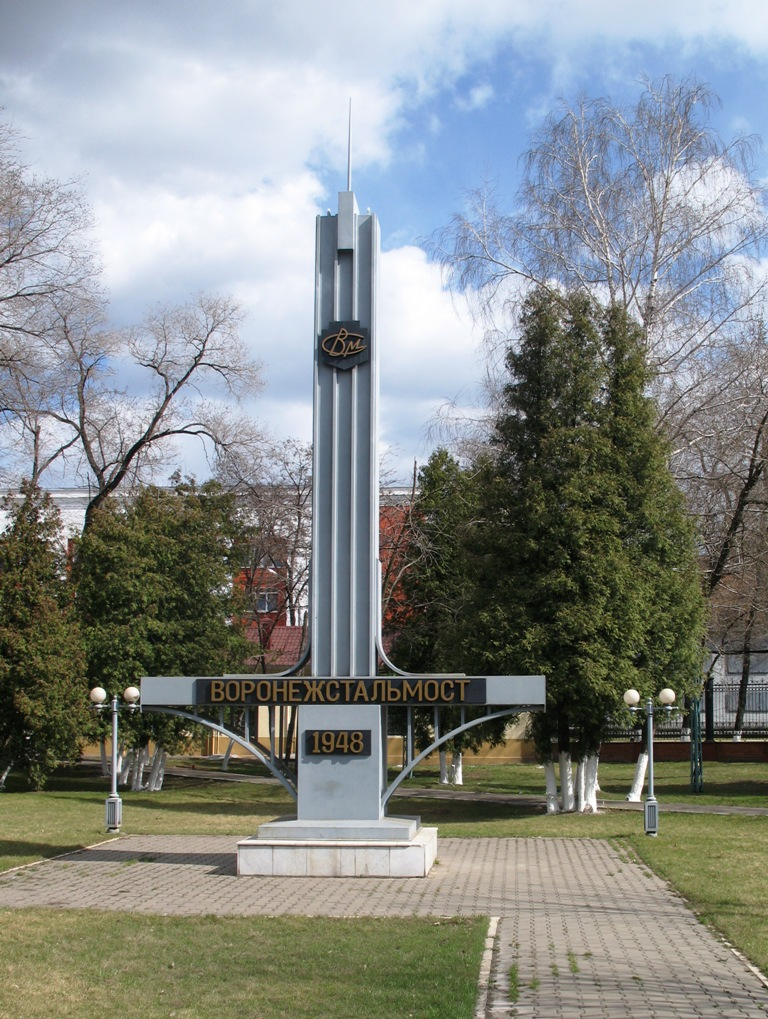
АО «Воронежстальмост»

- В 1948 году был основан Воронежский мостовой завод.
- В 1992 году предприятие стало ЗАО (закрытым акционерным обществом) и было переименовано в «Воронежстальмост».
- В 2000 году художественные кузнечные изделия были признаны лучшими российскими товарами года[7].
- В 2019 году предприятие стало АО (акционерным обществом).

## Руководители
- Андрей Владимирович Боровиков — генеральный директор.